# آرتور، نفرین
آرتور، نفرین یک فیلم ترسناک روان‌شناختی فرانسوی به کارگردانی بارتلمی گروسمان است که در سال ۲۰۲۲ منتشر شد. این چهارمین قسمت و اسپین آفی از سری فیلم‌های آرتور بر اساس مجموعه رمان‌های فانتزی کودکانه لوک بسون است که در آن سه‌گانه اصلی به‌عنوان یک داستان تو در تو ارائه می‌شود. در این فیلم گروهی از بازیگران نقش آفرینی می‌کنند که از طرفداران آرتور بوده و خانه‌ای که به عنوان محل زندگی او در سه‌گانه مورد استفاده قرار گرفت را پیدا می‌کنند، اما یکی پس از دیگری توسط گروهی از موجودات دیوانه شکار می‌شوند.
تولید مخفیانه فیلم در سال ۲۰۲۰ در نرماندی آغاز شد. این اولین فیلم مجموعه است که توسط هیئت رده‌بندی آثار سینمایی فرانسه رتبه «ممنوعیت تماشا برای افراد زیر ۱۲ سال» را دریافت کرد. همچنین تنها فیلم سری که به دلیل مشکلات مالی شرکت توسط اروپاکورپ توزیع نشده‌است.
این فیلم با استقبال ضعیف منتقدان مواجه شد و تنها ۱ میلیون یورو در برابر بودجه ۲ میلیون یورویی به دست آورد و به بمب گیشه تبدیل شد.

## جنجال‌ها
مدت کوتاهی پس از انتشار، چندین دانشجو از یک مدرسه فیلم تأسیس شده توسط لوک بسون او را محکوم کردند که از آنها خواسته شده‌است به صورت رایگان و بدون دستمزد روی فیلم کار کنند. یکی از دانش‌آموزان سابق مدرسه، خطرات و سوء استفاده‌ها را هنگام کار با بسون، که آنها بیشتر متهم به سوء استفاده از بی‌تجربگی دانش‌آموزانش کردند، شرح داد.
دستیار کارگردان جوان، آرتور ریدت در توییتر بدون اینکه صراحتاً بسون را به سرقت ادبی متهم کند، اظهار داشت که این اثر شباهت‌های زیادی با فیلم کوتاهی دارد که او در سال ۲۰۱۷ بر اساس همان فیلمنامه با بازی شانا بسون (یکی از دختران لوک بسون) کارگردانی کرد.